# Kielmeyera rupestris
Kielmeyera rupestris là một loài thực vật có hoa trong họ Calophyllaceae. Loài này được Duarte mô tả khoa học đầu tiên năm 1973.